# Helwigacris insolita
Helwigacris insolita är en insektsart som beskrevs av Rehn, J.A.G. 1944. Helwigacris insolita ingår i släktet Helwigacris och familjen Lentulidae. Inga underarter finns listade i Catalogue of Life.